# Красная линия (Бакинский метрополитен)
Красная линия (азерб. Qırmızı Xətt) — первая линия Бакинского метрополитена. Эксплуатация осуществляется в совместном маршрутном движении с Зелёной линией.

## История
- 6 ноября 1967: Бакы Совети (ныне Ичеришехер) — 26 Бакы Комиссары (ныне Сахил) — 28 Апреля (ныне 28 Мая) — Гянджлик— Нариман Нариманов, 6,3 км
- 5 мая 1970: Нариман Нариманов — Улдуз, 2,2 км
- 25 сентября 1970: Нариман Нариманов — Платформа Депо (ныне Бакмил), 1,4 км (образовано вилочное движение)
- 7 ноября 1972: Улдуз — Мешади Азизбеков (ныне Кёроглу) — Аврора (ныне Кара Караев) — Нефтчиляр, 4,9 км
- 28 апреля 1989: Нефтчиляр — Халглар Достлугу — Ахмедлы, 3 км
- 10 декабря 2002: Ахмедлы — Ази Асланов, 1,4 км

## Перспективы развития
В данный момент на линии 13 станций. В концептуальном плане развития Бакинского метрополитена намечено продление линии от станции Ази Асланов в направлении посёлка Зых и постройка там 2 станций, а также продление туннелей от станции Ичеришехер до посёлка Бадамдар и постройка 4 новых станций. Таким образом, количество станций планируется довести до 19.
В концептуальном плане развития также предусмотрено разделение Красной и Зелёной линии на станции 28 Мая, то есть поезда со станции Ичеришехер будут двигаться только до станций Бакмил и Ази Асланов (Красная линия), а со станции Шах Исмаил Хатаи до Дарнагюля (Зелёная линия).